# Danilo
Danilo är ett mansnamn med hebreiskt ursprung, med betydelsen 'Gud är min domare'. Det är ett vanligt förnamn i de italienska, portugisiska, spanska och serbiska språkområdena. Det är en variant av Daniel.

## Fikiva personer med förnamnet Danilo
- Danilo Danilowitsch, manlig huvudroll i Franz Lehárs operett Glada änkan från 1905.